# 고수생
고수생(高樹生, 472년 ~ 526년)은 북위의 인물로 북제를 건국한 북제 문선제의 조부, 고환의 부친, 고밀의 아들이며 북제서에 따르면 휘는 고수(高樹)라고 한다.

## 생애
백도남(白道南)에 살았으며 북위 효문제 시기 도장(都將)으로 복무했고 북위 효명제 시기 대도독(大都督)이 되었다. 
아들 고환이 발해왕에 봉해져 동위의 실권을 잡자 발해문목왕(勃海文穆王)으로 추존되었으며, 550년 손자 고양이 북제를 건국하자 문목황제(文穆皇帝)로 추존되었고 그의 아내인 한기희도 문목황후(文穆皇后)로 추존되었다.

## 계보

### 조상
- 조부: 진주사군(秦州史君) 고호
- 조모: 모용씨(慕容氏)
- 부친: 무정공(武貞公) 고밀
- 모후: 진류군군(陳留郡君) 하남숙손씨(河南叔孫氏)

### 부인
- 황후: 문목황후(文穆皇后) 한기희
- 첩실: 태안조씨(太安趙氏)

### 자녀
- 상산군군(常山郡君) 고루근(高婁斤)
- 신무제(神武帝) 고환
- 조군정평왕(趙郡貞平王) 고침(高琛)
- 진번문공왕(陳留文恭王) 고혜보(高惠寶)
- 악릉공주(樂陵公主) 고씨(高氏)